# Уайтхед, Джиллиан
Джиллиан Уайтхед (англ. Gillian Karawe Whitehead, 23 апреля 1941, Окленд) — новозеландский композитор и педагог.

## Биография
Училась в Оклендском университете (1959—1962) и Университете Виктории (1963—1964). Затем изучала композицию в Сиднейском университете под руководством Питера Скалторпа (1964—1965). В 1966 году прослушала курс композиции у П. М. Дейвиса и переехала в Англию, чтобы продолжать с ним занятия. После двух лет занятий в Лондоне два года по гранту Художественного Совета Новой Зеландии занималась в Италии и Португалии (1969—1970). Семидесятые годы прожила в Великобритании, в том числе приглашенным композитором в Ньюкаслском университете (1978—1980). В 1981 году переехала в Австралию, преподавала в Сиднейской консерватории, на протяжении четырёх лет возглавляла там Отделение композиции, вышла в отставку в 1996 году. Вернулась в Новую Зеландию.
В 2000—2001 годах была приглашенным композитором в Оклендской филармонии. В настоящее время фрилансер, делит жизнь между Сиднеем и Данидином.

## Избранные сочинения

### Оперы
- Тристан и Изольда (1975)
- The King of the other Country, либретто Флёр Эдкок (1984)
- The Pirate Moon (1986)
- Bride of Fortune (1988)
- The Art of Pizza, камерная опера (1991)
- Outrageous Fortune, камерная опера (1998)

### Сочинения для оркестра
- The Improbable Ordered Dance (2001)

### Камерные сочинения
- Te āhua, te atārangi, струнный квартет (1970)
- Hoata для камерного оркестра (1979)
- Manutaki для камерного секстета (1985)
- Moon, Tides and Shoreline для струнного квартета (1989)
- Квинтет для кларнета, гобоя, трубы, фагота и фортепиано (2003)

### Вокальные сочинения
- Marduk для меццо-сопрано и камерного ансамбля (1973)
- Bright Forms Return для меццо-сопрано и струнного квартете на слова Кэтлин Райн (1980)
- Реквием для меццо-сопрано и органа (1981)
- Алиенора Аквитанская для меццо-сопрано и камерного оркестра на слова Флёр Эдкок (1982)
- These Isles Your Dream для меццо-сопрано, альта и фортепиано на стихи Кэтлин Райн (1983)
- Out of this Nettle, Danger, монодрама для меццо-сопрано и камерного секстета на слова Кэтрин Мэнсфилд (1983)
- The Virgin and the Nightingale, цикл песен на средневековые латинские тексты в переводе Флёр Эдкок (1986)
- Ava Herea (Braided Rivers), цикл песен для сопрано и фортепиано (1993)
- Хайку для сопрано, альта и фортепиано (1995)
- Alice, монодрама для меццо-сопрано и оркестра на слова Флёр Эдкок (2003)

### Сочинения для инструментов соло
- Fantasia on Three Notes для фортепиано (1966)
- The Journey of Matuku Moana для виолончели (1992)
- Beloved… для скрипки (1997)
- Bright Silence для скрипки (2000)

## Признание
Почетный доктор Университета Виктории. Дама-компаньон Новозеландского ордена заслуг.